# Nguyễn Hoàng Đức
Nguyễn Hoàng Đức (Hải Dương, Vietnam, 11 de enero de 1998) es un futbolista de Vietnam que juega en la posición de mediapunta con el Phù Đổng Ninh Bình de la V.League 1 desde el año 2024.

## Carrera

### Club
| Periodo   | Club               |
| --------- | ------------------ |
| 2017-2024 | Thể Công-Viettel   |
| 2024-     | Phù Đổng Ninh Bình |

### Selección nacional
Ha jugado a nivel de selecciones menores de Vietnam desde la categoría sub-19, ganó la medalla de oro en dos ediciones de los Juegos del Sudeste Asiático y jugó en la Copa Mundial de Fútbol Sub-20 de 2017. Debutó con Vietnam el 14 de septiembre de 2019 entrando de cambio al minuto 81 ante Emiratos Árabes Unidos por la clasificación de AFC para la Copa Mundial de Fútbol de 2022.
El 12 de diciembre de 2021 Hoàng Đức anotó su primer gol internacional en la victoria por 3–0 sobre Malasia por el Campeonato de la AFF 2020.
En 2024 fue convocado para jugar en la Copa Asiática 2023 pero al final fue excluido de la lista por una lesión en el tobillo.

## Logros

### Club
- V.League 1: 2020
- V.League 2: 2018, 2024-25
- Maybank Challenge Cup: 2025

### Selección nacional
- Juegos del Sudeste Asiático: 2019, 2021
- Campeonato de Fútbol de la Asociación de Naciones del Sudeste Asiático: 2024
- VFF Cup: 2022

### Individual
- Bota de Oro de Vietnam: 2021, 2023
- Bota de Bronce de Vietnam: 2022[13][14]
- Equipo Ideal del AFF Championship: 2022[15]
- Futbolista del Año de la V.League 1: 2023
- Equipo Ideal de la V.League 1: 2023
- Equipo Ideal de la V.League 2: 2024-25
- Futbolista del Año de la V.League 2: 2024-25

### Distinciones
- Labor Order Tercera Clase: 2025[16]